# Britt Dekker
Britt Geertruida Dekker (Purmerend, 24 febbraio 1992) è un'attrice e personaggio televisivo olandese.

## Attività televisiva
Dekker prende parte al programma televisivo di incontri Take Me Out. Nel 2010 le viene chiesto di partecipare a un altro programma televisivo, Echte meisjes in de jungle, e ne risulta vincitrice, guadagnando trentamila euro. Di lì a poco, ottiene il diploma di scuola superiore.
L'attività della Dekker si evolve quando conduce insieme a Ymke Wieringa un programma online che si chiama RTL XL sulla piattaforma RTL. Il programma prende il nome di De zomer van Britt & Ymke. Il duo organizza diversi eventi estivi. Quella stessa estate crea una parodia della hit estiva Loca People di Sak Noel, intitolata F*cking vet. Il singolo si classifica all'undicesimo posto dei Single Top 100. Presenta anche il proprio album doppio con le sue canzoni preferite: Britt's F*cking Vette Hits.
Il marchio di abbigliamento Zeroteez pubblicò una speciale linea di abiti, composta da magliette con stampe di varie dichiarazioni che la Dekker ha fatto in televisione.
Nel 2012 la Dekker partecipa al seguito di Echte meisjes in de jungle intitolato Echte meisjes op zoek naar zichzelf. La serie ha luogo in Nepal, dove la Dekker difende il proprio titolo di vincitrice. Viene eliminata nel quinto episodio dalla sua squadra, pertanto se ne va per prima. In seguito sia Dekker che Wieringa si riuniscono nel dicembre 2011 a RTL 5, dove conducono più programmi insieme.
A partire dall'aprile 2012, RTL 5 manda in onda il loro primo programma intitolato Britt en Ymke en het mysterie van... Nel programma, il duo parte per dei viaggi intorno al mondo e ogni settimana svela un cosiddetto mistero. La presentazione del programma è di Dennis Weening e Rick Brandsteder.
Nel loro talkshow intitolato Britt en Ymke stellen vraagen, per la prima volta trasmesso su RTL 5 nell'ottobre 2012, Dekker e Wieringa intervistano celebrità olandesi del mondo della televisione. Nel 2013 segue il programma Waar rook is... zijn Britt & Ymke, in cui appurano se le notizie nelle riviste di gossip sono basate sulla verità e nel 2014 il duo opera come guida turistica in Britt en Ymke aan de bak in Blanes.
Nel marzo 2014 Dekker entra come candidata in Sterren Springen op Zaterdag di SBS6. Arriva con un permesso in finale, ma non può parteciparvi a causa di un dente rotto. A partire dalla fine del 2014 Dekker è presentatrice di Het Beste Idee van Nederland. Presenta la stagione insieme a Jochem van Gelder.
Dal 2018 Dekker presenta "The battle", una parte del programma Zappsport insieme a Ron Boszhard. Vinse con questo programma il premio Giovane Stella Televisiva sul Gouden Televizier-Ring Gala. Dal 2019 la Dekker è capitano di squadra fisso nel programma televisivo Te leuk om waar te zijn.
Dekker è anche una lodevole cavallerizza di dressage (nel 2018 si classificò per il campionato olandese) e gestisce anche un canale YouTube, in cui l'amore per l'equitazione è il tema centrale.
Nel 2011 Dekker posa a Lanzarote per l'edizione olandese di Playboy. Le foto sono intese per il numero di novembre di quell'anno. Ciononostante la redazione di GeenStijl pubblica prima della data di pubblicazione dei collegamenti su diversi siti di file hosting in cui le foto vengono rese disponibili senza l'autorizzazione dell'editore Sanoma. GS Media B.V. viene successivamente citata in giudizio da Sanoma Media Netherlands B.V., da Playboy International Inc. e dalla Dekker. Alla fine la causa raggiunge la Corte Suprema dei Paesi Bassi, che nel 2015 chiede alla Corte di giustizia europea circa la tollerabilità dei collegamenti a un contenuto illegale. Tale corte stabilisce che rendendo disponibili collegamenti ipertestuali a opere protette senza l'autorizzazione degli aventi diritto, tale diritto d'autore viene infranto, se colui che ha pubblicato il collegamento sa oppure poteva ragionevolmente sapere che la pubblicazione aveva carattere illegale.

## Film
- Whitestar (2019)

## Televisione
| In televisione come presentatrice | In televisione come presentatrice          | In televisione come presentatrice                        |
| Anno                              | Titolo                                     | Nota                                                     |
| --------------------------------- | ------------------------------------------ | -------------------------------------------------------- |
| 2011                              | De zomer van Britt en Ymke                 | Programma online su RTL XL                               |
| 2012                              | Britt en Ymke en het mysterie van...       | Presentato insieme a Ymke Wieringa.                      |
| 2012                              | Britt en Ymke stellen vragen               | Presentato insieme a Ymke Wieringa.                      |
| 2013                              | Waar rook is... zijn Britt en Ymke         | Presentato insieme a Ymke Wieringa.                      |
| 2014                              | Britt en Ymke aan de bak in Blanes         | Presentato insieme a Ymke Wieringa.                      |
| 2014                              | Shownieuws                                 | Reporter                                                 |
| 2014                              | Het Beste Idee van Nederland               | Presentato insieme a Jochem van Gelder                   |
| 2014                              | De Social Club                             | Uno dei presentatori                                     |
| 2018-presente                     | Zappsport: The Battle                      | Presentato insieme a Ron Boszhard                        |
| 2018-2019                         | Rode Lopershow Gouden Televizier-Ring Gala | Presentato insieme a Frits Sissing e Maik de Boer        |
| 2018                              | De Wereld Draait Door                      | Giuria                                                   |
| 2019                              | Te leuk om waar te zijn                    | Capitano della squadra fisso                             |
| 2019                              | Britt's Beestenbende                       | Presentatrice                                            |
| 2019                              | Opgezadeld met Britt                       | Serie di documentari con Annette van Trigt               |
| In televisione come attrice       |                                            |                                                          |
| Anno                              | Titolo                                     | Note                                                     |
| 2012                              | De TV Kantine                              | Interprete di sé stessa                                  |
| 2015                              | Sinterklaasjournaal                        | Interprete di sé stessa                                  |
| In televisione come concorrente   |                                            |                                                          |
| Anno                              | Produzione                                 | Note                                                     |
| 2009                              | Take me out                                | Una stagione                                             |
| 2011                              | Echte meisjes in de jungle                 | Vincitrice                                               |
| 2011                              | De Man met de Hamer                        | Due episodi                                              |
| 2011                              | Doe Maar Normaal                           | Squadra nº 2 insieme a Willem de Bruin                   |
| 2011                              | Van der Vorst ziet sterren                 | Visita di Peter van der Vorst                            |
| 2012                              | Echte meisjes op zoek naar zichzelf        | Prima concorrente squalificata                           |
| 2013                              | Join the Beat                              | Ospite speciale insieme a Lange Frans                    |
| 2014                              | Sterren Springen op Zaterdag               | Ritiratasi prima della finale causa infortunio           |
| 2016                              | Alles mag op Zaterdag                      | Squadra di Gerard con Veronica van Hoogdalem             |
| 2017                              | Het zijn net mensen                        | Ospite insieme a Rick Brandsteder                        |
| 2018                              | Holland-Belgie                             | Team Olanda con Ruben Nicolai e Jeroen van Koningsbrugge |
| 2019                              | Wie ben ik?                                | Squadra di Tijl                                          |
| 2019                              | Ik hou van Holland                         | Squadra di Jeroen van Koningsbrugge                      |
| 2019                              | Waar is De Mol?                            | In Ucraina con Johnny de Mol                             |